# Lijst van voetbalinterlands Dominicaanse Republiek - Turks- en Caicoseilanden
Deze lijst van voetbalinterlands is een overzicht van alle officiële voetbalwedstrijden tussen de nationale teams van de Dominicaanse Republiek en de Turks- en Caicoseilanden. De landen hebben tot op heden een keer tegen elkaar gespeeld. Dat was een vriendschappelijke wedstrijd op 22 maart 2018 in Santo Domingo.

## Wedstrijden
| № | Plaats        | Datum         | Competitie        | Wedstrijd                        | Uitslag |
| - | ------------- | ------------- | ----------------- | -------------------------------- | ------- |
| 1 | Santo Domingo | 22 maart 2018 | Vriendschappelijk | Dom. Rep. – Turks- en Caicoseil. | 4 – 0   |

## Samenvatting
| Competitie        | Totaal gespeeld | Winst Dom. Rep. | Gelijk | Winst Turks- en Caicoseil. | Doelsaldo Dom. Rep. – Turks- en Caicoseil. |
| ----------------- | --------------- | --------------- | ------ | -------------------------- | ------------------------------------------ |
| Vriendschappelijk | 1               | 1               | 0      | 0                          | 4 − 0                                      |
| Totaal            | 1               | 1               | 0      | 0                          | 4 − 0                                      |

Wedstrijden bepaald door strafschoppen worden, in lijn met de FIFA, als een gelijkspel gerekend.
FEDOFUTBOL · A-internationals · Bondscoaches · Vrouwenvoetbalelftal van de Dominicaanse Republiek
1970 – 1979 ·
1980 – 1989 ·
1990 – 1999 ·
2000 – 2009 ·
2010 – 2019 ·
2020 − 2029
Amerikaanse Maagdeneilanden ·
Anguilla ·
Antigua en Barbuda ·
Aruba ·
Bahama's ·
Barbados ·
Belize ·
Bermuda ·
Britse Maagdeneilanden ·
Chili ·
Costa Rica ·
Cuba ·
Curaçao ·
Dominica ·
El Salvador ·
Guatemala ·
Guyana ·
Haïti ·
Indonesië ·
Kaaimaneilanden ·
Montserrat ·
Nederlandse Antillen ·
Nicaragua ·
Panama ·
Peru ·
Puerto Rico ·
Saint Kitts en Nevis ·
Saint Lucia ·
Saint Vincent en de Grenadines ·
Servië ·
Suriname ·
Trinidad en Tobago ·
Turks- en Caicoseilanden ·
Venezuela ·
Verenigde Arabische Emiraten
TCIFA · 
A-internationals · 
Vrouwenelftal van de Turks- en Caicoseilanden
1990 – 1999 · 
2000 – 2009 · 
2010 – 2019 ·
2020 − 2029
1999 · 
2000 · 
2001 · 
2002 · 
2003 · 
2004 · 
2005 · 
2006 · 
2007 · 
2008 · 
2009 · 
2010 · 
2011 · 
2014 ·
2018 ·
2019 ·
2020 ·
2021 ·
2022 ·
2023 ·
2024
Amerikaanse Maagdeneilanden ·
Anguilla ·
Aruba ·
Bahama's ·
Belize ·
Britse Maagdeneilanden ·
Cuba ·
Dominica ·
Dominicaanse Republiek ·
Guyana ·
Haïti ·
Kaaimaneilanden ·
Nicaragua ·
Saint Kitts en Nevis ·
Saint Lucia ·
Saint Vincent en de Grenadines